# Risvattnet (Nysätra socken, Västerbotten)
Risvattnet är en sjö i Robertsfors kommun i Västerbotten och ingår i Kålabodaåns huvudavrinningsområde. Sjön har en area på 0,247 kvadratkilometer och ligger 98 meter över havet. Sjön avvattnas av vattendraget Aron-Olsabäcken.

## Delavrinningsområde
Risvattnet ingår i det delavrinningsområde (714697-174658) som SMHI kallar för Utloppet av Aron-Olsaträsket. Medelhöjden är 84 meter över havet och ytan är 12,62 kvadratkilometer. Det finns inga avrinningsområden uppströms utan avrinningsområdet är högsta punkten. Aron-Olsabäcken som avvattnar avrinningsområdet har biflödesordning 3, vilket innebär att vattnet flödar genom totalt 3 vattendrag innan det når havet efter 22 kilometer. Avrinningsområdet består mestadels av skog (86 procent). Avrinningsområdet har 0,55 kvadratkilometer vattenytor vilket ger det en sjöprocent på 4,4 procent.